# Бейтсвилл (Миссисипи)
Бейтсвилл — город в округе Панола, Миссисипи, США. По данным переписи населения 2000 года в нём проживало 7133 человек. Плотность населения 246,3 человек на км2.

## Демография
По данным переписи США 2000 года в городе проживало 2577 семей. Белые американцы 56,43%, афроамериканцы 41,88%, коренные жители 0,06%, выходцы из Азии 0,38%, выходцы из Океании 0,04%.
Возрастной состав населения распределился следующим образом.  28,9% населения в возрасте до 18 лет, 11,6% от 18 до 24 лет, 26,4% с 25 до 44 лет, 18,6% от 45 до 64 лет и 14,4% 65 лет и старше. Средний возраст составил 33 года. На каждые 100 женщин приходится 85,9 мужчин. На каждые 100 женщин возрастом 18 лет и старше насчитывалось 78,4 мужчин.
Средний доход на семью составляет 29875 долларов США. 21,9% семей живут за чертой бедности.